# FL Studio
FL Studio (eerder bekend als FruityLoops) is een computerprogramma van het Belgische bedrijf Image-Line Software waarmee muziek kan worden geproduceerd, gemixt en opgenomen. Dit gebeurt door middel van generators zoals VST-plug-ins opgenomen met MIDI, maar er kunnen ook .wav- en in de laatste versies .mp3- en .ogg-bestanden geïmporteerd worden.

## Beschrijving
FL Studio is een patroongebaseerde sequencer, waarbij een componist stap voor stap zijn muziek opbouwt en wordt onder meer gebruikt bij de productie van elektronische dansmuziek.
De software concurreert voornamelijk met loopgerichte DAWs als, Reason, Steinberg Sequel en Ableton Live en in mindere mate met andere DAWs als Cubase, Pro Tools en Logic. Er zijn verschillende versies van te koop, zowel goedkope voor hobbyisten als wat duurdere voor professionals.
FL Studio heeft een avatar van een meisje met groen haar en opvallende kleding, FL-Chan genaamd, in het programma inbegrepen als mascotte en virtuele danser. Chan is Japans voor het jeugdige. FL-Chan lijkt erg op de karakters van Vocaloid.

## Software

### Edities
- FL Studio Express (gestopt na versie 10.3)
- FL Studio Fruity Edition
- FL Studio Producer Edition
- FL Studio Signature Bundle
- FL Studio Trial
- FL Studio Mobile
- FL Studio Groove

### Systeem
FL Studio 20 werkt op Windows 7/8/10 (32-bit of 64-bit versies) of op macOS 10.11 of nieuwer. Verder moet de computer een 2GHz AMD of Intel Pentium 3 hebben met volledige SSE1. De software gebruikt 1 GB van vrije ruimte en de computer moet op z'n minst 1GB RAM hebben.

## Bekende gebruikers
In onderstaande lijst staan professionele (ghost)producers die FL Studio gebruikt zouden hebben:
- Afrojack
- Avicii
- Basshunter[3]
- Deadmau5
- Jay Hardway[4]
- Madeon
- Martin Garrix
- Mesto
- Mike Oldfield
- Oliver Heldens
- Post Malone
- Ummet Ozcan
- Jonas Aden